# Liddington
Liddington – wieś w Anglii, w hrabstwie ceremonialnym Wiltshire, w dystrykcie (unitary authority) Swindon. Leży 52 km na północ od miasta Salisbury i 110 km na zachód od Londynu.